# Nomenclature chimique
La nomenclature chimique est un terme qui désigne les différentes méthodes permettant de nommer un composé chimique ou de déduire sa structure à partir de son nom. Les méthodes décrites par l'Union internationale de chimie pure et appliquée, souvent nommées par le terme général nomenclature IUPAC, sont les méthodes les plus utilisées.
On utilise souvent, mais à tort, le terme nomenclature systématique pour décrire soit la nomenclature chimique, soit la nomenclature IUPAC alors que la nomenclature systématique n'est qu'une partie de ces dernières.

## Buts de la nomenclature chimique
- Le premier objectif d'une nomenclature chimique est d'assurer que la personne qui entend ou qui lit le nom d'un composé chimique soit certaine du composé chimique auquel il se réfère : chaque nom doit correspondre à une unique substance. Il est considéré comme moins important d'assurer que chaque substance ait un nom unique, bien que le nombre de noms autorisés soit limité ;
- Il ne faut pas que les règles d'un système de nomenclature interfèrent avec les autres systèmes existant, voire futurs. C'est justement ce que l'IUPAC essaye d'accomplir.

## Nomenclature en chimie organique

### Nomenclature de Hantzsch-Widman pour hétérocycles
En 1887, Arthur Rudolf Hantzsch et J.H. Weber publient une des premières publications sur la nomenclature des hétérocycles. Une année plus tard, Oskar Widman publie un article qui propose de manière indépendante une nomenclature des hétérocycliques basée sur les mêmes principes que ceux énoncés par Hantzsch. Une synthèse ainsi qu'une extension de ces méthodes ont été effectuées dans les années 1940. 
Cette nomenclature a été adoptée par l'IUPAC en 1957 et est, depuis lors, révisée et complétée par une commission de l'IUPAC.

## Nomenclature en chimie inorganique

### Nomenclature de Stock
Le chimiste allemand Alfred Stock a établi en 1919 un système de numérotation des ions en fonction de leur état d'oxydation. Les degrés d'oxydation sont notés par des chiffres romains entre parenthèses : par exemple l'ion fer(III) est Fe3+
.

### Nomenclature IUPAC
L'IUPAC a également défini une méthode de dénomination pour les composés inorganiques basée sur celle de Stock.